# Bradysia mesochra
Bradysia mesochra är en tvåvingeart som först beskrevs av Shaw 1941.  Bradysia mesochra ingår i släktet Bradysia och familjen sorgmyggor.
Artens utbredningsområde är New Mexico. Inga underarter finns listade i Catalogue of Life.